# 2023年布魯塞爾槍擊案
2023年布魯塞爾槍擊案（英語：2023 Brussels shooting）是一件發生於比利時首都布魯塞爾的恐怖攻擊事件，案發時間為2023年10月16日當地時間晚間7時15分左右，地點於布魯塞爾市中心的伊珀爾大道（Boulevard d'Ypres）與桑克特萊特橋（Pont Sainctelette）的交界處，此事件的受害者為三位瑞典公民，包括兩名罹難者與一名傷者。主謀為非法居住於布魯塞爾的突尼西亞人阿卜杜勒薩勒姆·拉蘇德（Abdesalem Lassoued），其犯案後隨即逃離案發地點，並於隔日上午遭布魯塞爾警方逮捕且將其擊斃。伊斯蘭國於10月18日在阿馬克新聞社發布聲明稿說明這是針對瑞典人的攻擊行動，並表示會為此事件負責。

## 背景
此槍擊案發生之際，部分歐洲國家因以色列與哈馬斯之間的衝突而加劇國家安全疑慮，不過，比利時聯邦檢察官表示，還沒有證據顯示攻擊者與目前進行中的以色列-哈馬斯戰爭有任何關聯。
比利時當局表示，犯案者的目標是攻擊瑞典人，其動機可能是為了報復在今年6月發生的瑞典焚燒《古蘭經》事件。而兩名罹難的瑞典人民當時身穿瑞典國家足球隊的球衣，可能因此在街上遭犯案者辨識出並當場將其射殺。案發後，一名聲稱自己是兇嫌的男子在臉書發布影片表示自己是針對瑞典人而來。

### 阿卜杜勒薩勒姆·拉蘇德
嫌疑人阿卜杜勒薩勒姆·拉蘇德（Abdessalem Lassoued，1978年9月1日—2023年10月17日）是一名來自北非國家突尼西亞的男子，因居留證已過期而非法居住於布魯塞爾。根據《布魯塞爾時報》報導，拉蘇德過去曾在突尼西亞參與恐怖組織活動而遭到法律制裁。案發後隔日，瑞典官員證實拉蘇德曾在2012年至2014年期間在瑞典服刑。

## 案發經過

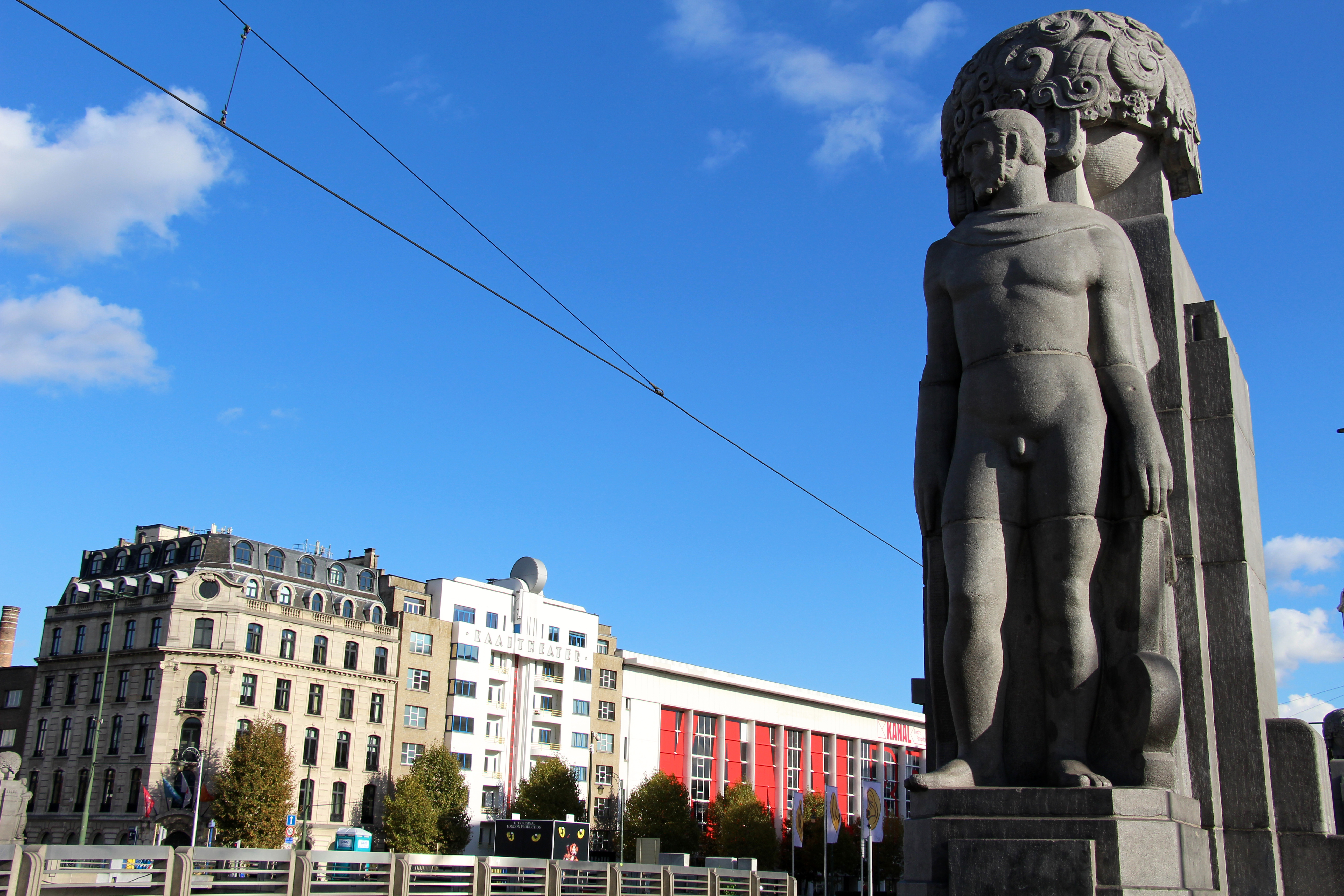
案發地點旁的桑克特萊特橋（Pont Sainctelette）景觀。

2023年10月16日晚間7時15分左右，一名身穿橘色大衣、頭戴白色鴨舌帽的男子阿卜杜勒薩勒姆·拉蘇德（Abdesalem Lassoued）騎乘摩托車跟隨在人行道上行走的兩位被害者，隨後持槍下車並朝著兩人開了五槍，被害者跑進身後的大樓內試圖躲避，但拉蘇德立刻追進大樓並對著被害者開了三槍，其中身穿黑色外套的被害者在大廳門口遭兇手拉蘇德開兩槍後倒地，拉蘇德走出建築物後又襲擊了門外的第三位瑞典籍受害者，使其身受重傷，隨後拉蘇德騎乘同一輛摩托車逃離案發地點。

## 被害者
三位受害者均為瑞典公民，其中一名罹難者是來自斯德哥爾摩的70歲男性肯特·佩爾森（Kent Persson，1952年生），另一名是持有瑞士居留證的60歲男性派崔克·倫德斯特羅姆（Patrick Lundström，1963年生），兩人當時身穿瑞典國家足球隊的球衣，並朝著博杜安國王體育場的方向走，研判兩人可能正要前往體育場觀看比賽；還有一位傷者也是來自斯德哥爾摩、約70歲的男性，他是拉蘇德攻擊的第三位對象，警方到場時發現其倒臥在一輛黑色廂型車內，並立即將其送往醫院治療。

## 調查
在嫌疑人脫逃後，比利時當局宣布將布魯塞爾的恐怖警報系統從第二級提升至第四級（最高），全國提升至第三級。瑞典當局提醒所有在外國的瑞典公民必須隨時保持警惕。

### 緊急撤離
槍擊案發生後1小時，案發地點之外5公里的博杜安國王體育場正在進行比利時對陣瑞典的2024年歐洲國家盃外圍賽，該比賽在上半場結束後中斷，所有球迷被布魯塞爾警方留在球場內等待疏散通知以策安全，部分球迷甚至脫下瑞典足球隊球衣以防止成為被攻擊的目標。10月16日晚間11時，前瑞典首相、現任瑞典足球協會主席弗雷德里克·賴因費爾特說道比賽中止是「兩隊的共同決定」，隨後體育場開始依序疏散觀眾，幾百名瑞典球迷被警方護送到下榻酒店。

### 嫌疑人
10月17日午夜12點，比利時和瑞典當局合作，徹夜尋找嫌疑人阿卜杜勒薩勒姆·拉蘇德。警方加強了法國與比利時邊境的管制，並檢查所有經過的車輛，以防止嫌疑人脫逃。10月17日上午8時，比利時內政部長安內利絲·費林登證實，布魯塞爾警方在斯哈爾貝克的一家名為「Al Kḣaima」的咖啡館找到疑似為主謀阿卜杜勒薩勒姆·拉蘇德的男子，警方隨即開槍制服了拉蘇德以防止其再次逃脫，拉蘇德的胸部中彈，緊急救援小組立刻為他做了心肺復甦並送往醫院，拉蘇德最終於當地時間2023年10月17日上午9時38分宣告不治，享年45歲。隨後警方也在咖啡館內找到其犯案時所使用的阿瑪萊特AR-15步槍，並認為該男子是受伊斯蘭國啟發的孤狼式襲擊。
10月17日上午11時，瑞典首相烏爾夫·克里斯特松召開記者會，表示已收到拉蘇德先前「在瑞典現身」的消息。同日下午6時，比利時首相亞歷山大·德克羅也舉行了新聞發布會，向公眾稟報與國家安全委員會做出的決定。

## 後續
10月18日上午，瑞典首相和比利時首相皆出席了為受害者舉行的簡易哀悼儀式，並在案發現場獻上花圈以及足球隊的球衣與毛巾。
調查指出嫌疑人阿卜杜勒薩勒姆·拉蘇德於2005年在突尼西亞因謀殺未遂被判處26年徒刑，但他在2011年越獄並搭乘小船偷渡到義大利蘭佩杜薩島，2020年他向比利時申請庇護遭到拒絕。2022年8月15日，比利時聯邦司法公共服務部收到突尼西亞提交的引渡要求文件，要將拉蘇德遣送回國，而該文件於9月1日送至布魯塞爾檢察官辦公室（Parquet de Bruxelles），但負責處理此案件的法官並未即時處理該引渡要求（2022年共收到31份引渡要求文件，拉蘇德的引渡要求是唯一沒有處理的一件），以致於拉蘇德在比利時非法居留多年，爾後犯下此兩死一傷的槍擊案。10月20日，比利時司法大臣文森特·范奎肯伯恩因未處理拉蘇德的引渡文件而引咎辭職，並說道：「我希望為這個不可原諒的錯誤承擔所有責任」、「我真誠地向瑞典人民和我們的比利時同胞道歉。」

## 各國回應
瑞典
- 瑞典首相烏爾夫·克里斯特松表示他的心與受害者家屬同在，並接受比利時首相亞歷山大·德克羅邀請，出席10月18日為罹難者舉行的追悼會[26]。
- 瑞典司法部長貢納爾·斯特莫（瑞典语：Gunnar Strömmer）表示此事件是駭人聽聞的消息[27]。
- 瑞典國王卡爾十六世·古斯塔夫表示說他和家人沮喪地獲悉兩名瑞典人因昨晚瑞典和比利時之間的國際足球比賽而被殺害的消息[28]。

 比利时
- 比利時首相亞歷山大·德克羅表示比利時與瑞典共同為逝者哀悼[29]。

 丹麦
- 丹麥首相梅特·佛瑞德里克森於案發當晚表示哀悼[7]。

 法國
- 法國總統艾曼紐·馬克宏表示：「歐洲受到了震驚」[30]。

 欧洲联盟
- 歐盟委員會主席烏蘇拉·馮德萊恩向罹難者的親友們表示哀悼，並說道要採取行動打擊網路仇恨言論，以及增加成員國驅逐被視為危害國家安全的嫌疑人的權力[31]。